# ザ・フライ
『ザ・フライ』（The Fly）は、1986年のアメリカ映画。1958年に公開されたホラー映画『ハエ男の恐怖』のリメイク作品。
公開時のコピーは「Be afraid. Be very afraid.（怖がってください…とても、とても怖がってください…）」。

## 概要
「物質転送の研究者が、実験中のアクシデントにより悲劇に見舞われる」という大筋はオリジナルと同様だが、「主人公の急激な変化と苦悩」を回想形式で描いたオリジナルと異なり、本作は「徐々に変化してゆく主人公と、その周囲を取り巻く事象」を時系列に沿って追う。
レンタルビデオ版では、出産のシーンがグロテスクであるとして、妊娠者に対して鑑賞を控えるよう警告文が付加されていた。
監督のクローネンバーグにとって最大のヒット作となった。
1989年には続編『ザ・フライ2 二世誕生』が公開された。

## あらすじ
バートック産業の支援を受けている天才科学者セス・ブランドルは、企業のパーティー会場で見惚れた女性記者ヴェロニカ・クエイフに近づくために、自分の秘密の研究を伝える。それは、「隣り合う2つのポッドの片方に収めた物体を一度分解し、もう片方へ送った後、元の状態に再構築する」という物質転送装置テレポッドの開発だった。すでに無機物の転送実験には成功していたが、有機物では失敗が続いていた。すぐに記事にしようとするヴェロニカに対し、未完成の現段階で情報が洩れることを避けたいセスは、自分を密着取材し、完成の暁には雑誌記事ではなく、著書として発表してはどうかと提案。二人の仲は急接近し恋人関係になる。セスがヒヒを使った生体実験をすると、転送されたヒヒは体表が裏返った無残な肉塊となった。
ヴェロニカの何気ない言葉から、テレポッドのコンピュータに新鮮な肉の情報をプログラミングすることを思いついたセスは、2回目のヒヒの転送に成功する。ヴェロニカの元恋人で上司のステイシス・ボランズは、セスへの嫉妬心からテレポッドの発明を無断で雑誌に掲載しようとしていた。それを知ったヴェロニカは憤慨して単身ステイシスのもとへ向かう。セスは別れたはずの2人の関係が再燃焼したと誤解し、酒に酔った勢いで自分の身体で転送を実行する。深夜にセスの研究室に戻ってきたヴェロニカは、彼が自分の身体で人体実験をしたことを聞かされ心配するが、転送前より力がみなぎり強靭になったセスは、細胞が分解と再構築をしたことで肉体が浄化されたのだと推測する。
過剰に糖分を摂取するようになったセスは、体力に加えて精力と性欲の強さも尋常ではなくなった。人並外れた凄まじいセックスが長時間続き、遂に耐えきれなくなったヴェロニカは「あなたの体液はもう空っぽでしょう？」と、なおも性交を続けようとする彼に終了を乞う。性欲が満たされず満足できないセスは、彼女を自分と同じくスタミナが持続する身体にしようとテレポッドの転送を強いるが、ヴェロニカがこれを拒絶したことで2人の関係は険悪になる。数日後、ヴェロニカはセスの背中から採取した剛毛が、ヒトではなく昆虫の物だという研究結果を知らせ、転送実験で異常が生じたのではないかと話す。爪が剥がれた跡から膿が出て心配になったセスが自分の転送データを確認すると、彼が入ったポッドの中に1匹のハエがまぎれ込んでいたことが判明。ふたつの生物を別々に転送することを学んでいなかったテレポッドは、DNAレベルでセスとハエを融合させていたのだ。
4週間後にヴェロニカを電話で呼び出したセスは、ハエの遺伝子と融合して身体が朽ちていると打ち明け、口から白い消化酵素を嘔吐した。日を追うごとに人間としての身体機能が衰え、逆にハエのDNAが勝ってくるセスは壁や天井を這いまわり、両耳、歯、陰茎などが身体から次々と取れていった。そんなある日、ヴェロニカは自分が妊娠したことを知り動揺するあまり、分娩台で股間から巨大な蛆虫が出てくる悪夢を見る。醜い外見になったセスに会いショックを受けた彼女は中絶を決意するが、それを知ったセスは婦人科病院からヴェロニカを誘拐し、子供を産んで欲しいと迫る。
連れ去られたヴェロニカを案じたステイシスは、ショットガンを手にセスの研究所へ侵入するが、セスが吐く溶解液で手足を溶かされ気絶する。ハエのDNAを身体から減らすには、健康な人間のDNAとの等価交換が必要だと知ったセスは、テレポッドを使ってヴェロニカ及び胎児と融合して完全な家族になろうとする。ヴェロニカの抵抗で下顎が壊れたのを皮切りに、かろうじて形を保っていたセスの肉体は崩壊が進み、完全なハエ人間ブランドルフライに羽化する。ブランドルフライはヴェロニカをポッドへ押し込み、自身ももう1つのポッドに入るが、意識を取り戻したステイシスが、コンピュータと繋がったケーブルを銃撃で破壊。ブランドルフライがガラスを破って外へ出ようとしたところで、装置のタイマーが作動。ブランドルフライはポッドの部品と融合して歩行すら不可能になる。セスを愛しているヴェロニカはショットガンで撃つことが出来ず号泣するが、ブランドルフライは銃口を掴んで自身の頭部へ向けた。ヴェロニカは躊躇するが、彼の願いを受け入れ、これに応える。

## キャスト
| 役名                     | 俳優                         | 日本語吹き替え                                  |
| 役名                     | 俳優                         | フジテレビ版                                    |
| ------------------------ | ---------------------------- | ----------------------------------------------- |
| セス・ブランドル         | ジェフ・ゴールドブラム       | 津嘉山正種                                      |
| ヴェロニカ・クエイフ     | ジーナ・デイヴィス           | 高島雅羅                                        |
| ステイシス・ボランズ     | ジョン・ゲッツ               | 樋浦勉                                          |
| トニー                   | ジョイ・ブーシェル           | 山田栄子                                        |
| マーキー                 | ジョージ・チュバロ           | 島香裕                                          |
| ブレント・シーバース医師 | レスリー・カールソン         | 仲村秀生                                        |
| 産婦人科医               | デヴィッド・クローネンバーグ | 牛山茂                                          |
| その他                   |                              | 藤田幹子                                        |
| 日本語版制作スタッフ     |                              |                                                 |
| 演出                     |                              | 山田悦司                                        |
| 調整                     |                              | 杉原日出弥                                      |
| 翻訳                     |                              | トランスグローバル                              |
| 制作                     |                              | トランスグローバル                              |
| 初回放送                 |                              | 1988年11月5日 『ゴールデン洋画劇場』 ノーカット |

## スタッフ
- 監督 – デヴィッド・クローネンバーグ
- 原作 – ジョルジュ・ランジュラン
- 製作総指揮 - メル・ブルックス
- 製作 - スチュアート・コーンフェルド
- 脚本 - チャールズ・エドワード・ポーグ（英語版）、デヴィッド・クローネンバーグ
- 音楽 - ハワード・ショア
- 撮影 - マーク・アーウィン
- 編集 – ロナルド・サンダース（英語版）
- 特殊メイク – クリス・ウェイラス
- 日本語字幕 - 岡枝慎二[2]

## 製作
1980年代初頭、映画プロデューサーのキップ・オーマンが脚本家のチャールズ・エドワード・ポーグに、古典SFホラー『蠅男の恐怖』のリメイクを持ちかけた。2人はリメイク映画の企画を20世紀フォックスの若いプロデューサー、スチュアート・コーンフェルドに持ち込み、ポーグは原典の映画や原作小説の単なる翻案ではなく、主人公のゆっくりとした変化を盛り込んだ映画にしたいと考えた。完成した脚本に20世紀フォックスの出資者たちは乗り気ではなかったものの、ポーグは資金調達の目処が立てばフォックスが配給するという合意で契約した。
コーンフェルドは自分の師であるメル・ブルックスに相談し、ブルックスと彼の製作会社ブルックス・フィルムがプロデュースしてくれることになった。コーンフェルドが監督の第一候補に考えていたデヴィッド・クローネンバーグは、当時フィリップ・K・ディックの小説を映画化する『トータル・リコール』に取り組んでいたが、この企画は頓挫してしまう。この期間、『蠅男の恐怖』のリメイクは監督もスタッフも決まらないまま、ポーグの脚本はスタジオから酷く書き直しを命じられていた。クローネンバーグは自分が監督を引き受ける条件として、脚本を全面的に書き直すことを挙げた。
クローネンバーグは、「チャック（＝チャールズ・エドワード・ポーグ）が書いた脚本から、台詞の1行が最終稿に残った」と述べた。それほどポーグの脚本は全編にわたって大幅に書き直されたにもかかわらず、ポーグが書いた物がベースになければ自分のバージョンは完成しなかったと感じたクローネンバーグは、脚本家組合にポーグの名を共同脚本としてクレジットすると主張した。クローネンバーグはこの映画に入れ込んでいたポーグとは、映画が公開されるまでずっと会わなかった。

## 配役
メル・ブルックスは主人公のセス・ブランドル役にピアース・ブロスナンを希望したが、クローネンバーグがこれを却下。主演の最有力候補はジョン・マルコヴィッチであったが、彼は辞退した。ジョン・リスゴーにもオファーしたが断られた。2014年のインタビューでリスゴーは『ザ・フライ』のことに触れ「私のエージェントにグロテスクなものはやりたくないと伝えたんだ。でも、あの役を引き受けた親友ゴールドブラムへの敬意から、この30年近く誰にも（オファーを断った件を）話したことはなかったよ」と明かした。
リスゴーの他に、マイケル・キートン、リチャード・ドレイファスも主演候補に挙がったが、スタジオ側が最初に難色を示していたジェフ・ゴールドブラムに決定した。ヒロインのヴェロニカ役にはジェニファー・ジェイソン・リーやローラ・ダーンが検討された。ジーナ・デイヴィスの名前も出たが、彼女はそれまで3本ほどの映画に端役で出演したことしかなく、経験が浅いことからクローネンバーグは起用に悩んだ。コーンフェルドは、デイヴィスがゴールドブラムの実生活のパートナーだったことからキャスティングに反対の立場だったが、クローネンバーグはデイヴィスを欲しがった。コーンフェルドは最終的に「他の候補女優も見せてもらったが、みんな最悪だったよ」と言い、デイヴィスを認めた。
デイヴィスは2022年7月のインタビューで、本作に出演が決まったのは、ゴールドブラムのおかげだったと語った。「私が選ばれたのは、すでにゴールドブラムがキャスティングされていたからです。当時交際していた私たちが注目の的だったから、彼が私をヒロイン役に推薦してくれたの。スタッフは“あまりよくない考えだけど、もしも君たちが（撮影中に）別れてしまったらどうするんだ？”と言ったわ。でもオーディションを受けたらスタッフは“オーケー”と言ってくれた。私は実生活のパートナーと演技していたので、ただ映画の中でも一緒に生活し、呼吸していただけです。クローネンバーグはとても協力的で全てをサポートしてくれた。あの映画は私にとって、とても素晴らしい体験でした」。

## 反響
ロサンゼルス・タイムズは、製作開始前に台本を受け取ったジェフ・ゴールドブラムが、ジーナ・デイヴィスと一緒に独自にリハーサルを始め、ハエ化が進んだセスが口につける義歯を持ち帰って会話の練習をしたり、喋りながら痙攣のようにピクピクする動作を考えたことを挙げながら、“ゴールドブラムは『ザ・フライ』でオスカーにノミネートされるかもしれない”という記事を掲載した。
映画情報サイト「DECIDE」の評論家メーガン・オキーフは、ジェフ・ゴールドブラムは単なるセックス・シンボルではなく、『ザ・フライ』で私たちに“セックスしたい”という動物的欲望を解き放つよう手招きをしたと評している。強靭な精力と持続力を得たセス・ブランドルは、長時間に及ぶ性交で恋人ヴェロニカの中へ大量の精液を射精し続けても性欲が全く静まらない、SF映画界の巨大なセックス・モンスターだと述べた。ゴールドブラムは2021年8月のYahoo! エンターティンメントのインタビューで「どこの誰がそんなことを言っていたのか知らないけど、まぁその通りだよね」と笑いながら謙虚に受け止め、こう続けた。「少なくとも僕にとって魅力のある人物とは、情熱的で何かに興味を持ち、集中力があって頭脳明晰な人だ。あのキャラクター（セス）はお利口さんだった。そこが良かったんだろうね。そしてハエのDNAと融合したことで強大なパワーとセクシュアリティ……熱狂的で抑えきれないほど、強い精力が与えられたんだ」。また、この時のインタビューで、特殊メイクのために毎日5時間も“歯医者の椅子“に座ったといい、「最高に快適ってわけじゃないけど、悪くはなかった。とても楽しい体験だったよ」と当時のことを回想している。
本作は世界的にHIVが流行している頃に公開されたため、一部の批評家たちはエイズの比喩の映画だと信じていた。クローネンバーグにはそういう意図はなく、あくまで癌や老化に対する寓話のつもりだったという。クローネンバーグは『ザ・フライ』とエイズの関連性について聞かれると口論になり、この映画に対して特定の病気などではなく、生と死に関する普遍的な視点を望んでいると語った。

## 評価
レビュー・アグリゲーターのRotten Tomatoesでは71件のレビューで支持率は93%、平均点は8.40/10となった。Metacriticでは11件のレビューを基に加重平均値が79/100となった。
シカゴ・トリビューン紙は「クローネンバーグの純粋で個人的な作品であると同時に、商業作品としても見事に成立している極めて稀な作品だ」と絶賛し、男の頭部と片腕だけがハエになる旧作の設定から離れ、「クローネンバーグは『ザ・フライ』で、性的感情の肉体的変貌に関心を寄せている。主人公の眠っていた性欲が目覚め、身体に及ぼす変化をコントロールできなくなる。滑稽なブラックコメディであり、予想外に感動的なラブストーリーでもある」と書いている。テレビガイド誌は「『ザ・フライ』は1958年のオリジナルを超え、リメイク映画の新たな可能性を拓いた」と高評価した。また、ロサンゼルス・タイムズは「この映画が私たちの心を強く捉えるのは、恐ろしい内容であると同時に悲劇的なラブストーリーだからだ。その功績の多くは脚本によるものだが、ゴールドブラムとデイヴィスの演技も、この映画の魅力を引き出している」と評している。

## 賞歴
- 1986年第59回アカデミー賞 メイクアップ賞（クリス・ウェイラス、ステファン・デュプイ）受賞。
- 1986年度第14回サターン賞
  - ホラー映画賞受賞
  - 主演男優賞（ジェフ・ゴールドブラム）受賞
  - 最優秀メイクアップ賞（クリス・ウェイラス）受賞
- 1986年度アヴォリアッツ国際ファンタスティック映画祭特別審査員賞（デイヴィッド・クローネンバーグ）受賞
- 1986年度カナダ撮影監督協会賞 最優秀劇映画撮影賞（マーク・アーウィン）受賞

## 中止された続編企画
ヴェロニカ役を気に入っていたジーナ・デイヴィスは1990年代、当時の夫だったレニー・ハーリンが監督する前提で、『ザ・フライ』の続編『Flies（フライズ）』の企画に関わっていた。冒頭数分でヴェロニカが死亡する『ザ・フライ2』の脚本を読んで落胆したデイヴィスは数年後、フォックスの責任者ジョー・ロスに『ザ・フライ2』の存在を無視すれば上手く行くはずだと、第1作目の続編企画を売り込んだ。ジョーは「問題ないよ。（『ザ・フライ2』は）誰も観てないから」と言い、彼女が提案したアイデアを気に入った。デイヴィスが雇ったアメリカの脚本家リチャード・ジェフリーズが1993年4月に書き上げたシナリオは、セス・ブランドルとのセックスで妊娠したヴェロニカが双子を出産し、試練を乗り越えて生きるという内容であった。ヴェロニカは、ヒトとハエのDNAが混ざった精子を受け入れて受精したことを知りながらも、堕胎に踏み切らずに子を産んだことで精神的不安に陥っていた。双子の男児ゲイブとジェームズは甘いシリアル食品を好み、高い所に登りたがり、いつか子供たちにもハエの遺伝子が発露するのではないかと彼女は怯える。思春期を迎えた双子にハエの毛のような体毛が生えてくると、ヴェロニカは転送装置テレポッドで、双子の汚染されていないヒトのDNAを統合して完全な1人の人間にする。結果的に双子のうち1人は失われ、警察当局はヴェロニカが自分の子供を殺害したと考え、彼女は裁判にかけられる。この企画が実現しなかったことについてデイヴィスは、シナリオが上手く行かなかったことを挙げている。
2003年には『ザ・フライ』の2度目のリメイクが計画され、フォックス・サーチライト・ピクチャーズはミュージック・ビデオやテレビコマーシャルの仕事をしていたトッド・リンカーンを監督に抜擢した。SFやホラーのファンだと自称するトッドは、脚本に新しいアイデアを取り入れるつもりだと発言し、「ハエ男が実際に空を飛ぶかもしれない。これは今までの映画で試みられなかったことだ」と話した。2006年に公開予定とされていたが、この企画は実現しなかった。
2009年、クローネンバーグ自身が『ザ・フライ』の2度目のリメイクを準備していると報じられたが、クローネンバーグがこの噂について言及したのは2011年になってからで、2012年2月にエンパイア誌のインタビューで詳細を語った。「そうですね、20世紀フォックスとは話をしました。私のエージェントが、フォックスが『ザ・フライ』のリメイクを計画していると知ったからです。彼らはギレルモ・デル・トロとマイケル・ベイの所へも行ったらしい」と、フォックスが自分以外の監督と接触していることを知ったという。「随分前に、プロデューサーのメル・ブルックスが続編を作りたいと話していた時、私は続編のアイデアを出したのですが、彼はその提案を気に入らなかった。結局、私が関与しない続編をメルが製作したが、あまり成功しませんでした。私が書き留めておいたアイデアにフォックスはとても興奮し、私にギャラを払って脚本を書くよう勧めてくるほどだったのです。しかしそれは様々なことで行き詰まり、企画が止まってしまった。正確な理由は分からない。私も気に入っている脚本で、テレポッドが関係する話です。上手く進めば今頃プリプロダクションに入っていただろうが、フォックスで政権交代でも起きない限り、これは実現しないでしょう」と話した。それは第1作目の続編やリメイクなのか、もう少しヒントが欲しいという質問に対し、クローネンバーグは「同じ登場人物は出てこない。正確には続編でもリメイクでもなく、ハエについての瞑想のようなものです」と答えている。
ジェフ・ゴールドブラムは2018年のインタビューで、クローネンバーグが関わる企画ならば『ザ・フライ』の続編に参加する意思があると話している。「セスはハエや機械と融合して悲劇的な最期を遂げたので、続編があったとしても僕のキャラクターが関与するとは思わない。だけどセス・ブランドルの孫として登場するかも知れないし、セスに兄弟がいたかも知れない。僕にも誰にも分からないよね。クローネンバーグとの仕事はとても楽しくて興奮したし、彼が関わる企画なら、また一緒に仕事をしたい。本当にそう思っているよ」。